# Nukutavake (comuna)
Nukutavake é uma comuna da Polinésia Francesa, no arquipélago de Tuamotu. Estende-se por uma área de 12 km², com  278 habitantes, segundo os censos de 2002, com uma densidade de 23 hab/km².